# 葉穆爾特拉河
葉穆爾特拉河是俄羅斯的河流，由庫爾干州負責管轄，屬於托博爾河的右支流，河道全長106公里，流域面積3,430平方公里，河水主要來自融雪，每年十一月至翌年四月結冰。